# François Chabot
Pour les articles homonymes, voir Chabot.
Ne doit pas être confondu avec Georges Antoine Chabot de l'Allier.
François Chabot, né le 23 octobre 1756 à Saint-Geniez-d'Olt (ancienne province de la Rouergue, actuel département de l’Aveyron) mort guillotiné le 16 germinal an II (5 avril 1794) à Paris, est un homme politique de Révolution française. 

## Biographie
Fils d’Étienne Chabot, cuisinier au collège de Rodez, François Chabot entre dans les ordres, en 1772, au couvent des Capucins de Rodez, sous le nom de « père Augustin ». Le caractère pré-révolutionnaire de ses panégyriques lui vaut, en 1788 une interdiction de prêcher de la part de l’évêque de Castlehill. Aussitôt après, il compose une brochure intitulée De l’origine et de la destination des biens soi-disant ecclésiastiques, développant un plan complet de gouvernement fondé sur la disparition de la monarchie, la destruction de la religion et la réforme des finances:11.
En mai 1790, il fonde la Société des Amis de la Constitution de la ville de Rodez et prête serment à la Constitution civile du clergé. Durant l'été 1791, il devient vicaire général de l'abbé Grégoire, évêque constitutionnel de Blois.

### Mandat à la Législative
La France devient une monarchie constitutionnelle en application de la constitution du 3 septembre 1791. Le même mois, François Chabot est élu député du département du Loir-et-Cher, le quatrième sur sept, à l'Assemblée nationale législative. 
Il siège sur les bancs de la gauche de l'Assemblée. En avril, il vote pour que les soldats du régiment du Châteauvieux, qui s'étaient mutinés lors de l'affaire de Nancy, soient admis aux honneurs de la séance. En août, il vote en faveur de la mise en accusation du marquis de La Fayette.
L'historien Alphonse Aulard juge que Chabot et ses collègues Claude Basire (député de la Côte-d'Or) et Antoine Merlin (député de la Moselle) forment un trio cordelier qui figurent « parmi les partisans les plus zélés » de Georges Danton. 
La monarchie prend fin à l'issue de la journée du 10 août 1792 : les bataillons de fédérés bretons et marseillais et les insurgés des faubourgs de Paris prennent le palais des Tuileries. Louis XVI est suspendu et incarcéré, avec sa famille, à la tour du Temple.

### Mandat à la Convention
En septembre 1792, François Chabot est réélu député du Loir-et-Cher, le deuxième sur sept, à la Convention nationale. 

Chabot siège sur les bancs de la Montagne. Dès octobre 1792, il est nommé membre du Comité de sûreté générale. Il s'élève chaudement contre le remaniement du Comité en janvier 1793, composé majoritairement de députés de la Gironde :
Ce ne sera plus un comité de sûreté générale, ce sera un comité de contre-révolution. 
Lors du procès de Louis XVI, il vote la mort, et rejette l'appel au peuple et le sursis à l'exécution. Le 8 février 1793, il déclare s'être opposé aux massacres de Septembre, et demande l'amnistie contre ses auteurs : 
Je dirai que quand il fallut sauver la vie des Suisses, puisqu'il faut me vanter, je me suis exposé à perdre la vie pour soustraire à la fureur du peuple, non seulement les Suisses, mais les grenadiers des Filles-Saint-Thomas, qui avaient voulu m'assassiner.
Le 13 avril, il est absent lors du scrutin sur la mise en accusation de Jean-Paul Marat. Le 28 mai, il vote contre le rétablissement de la Commission des Douze. 
Chabot est en effet représentant en mission durant son mandat. Le 8 mars 1793, aux côtés de Louis Maribon-Montaut (député du Gers), il est envoyé auprès de la section de Molière et La Fontaine. Le 9 mars, il est envoyé, aux côtés de Jean-Baptiste Bô (député de l'Aveyron), dans les départements de l'Aveyron et du Tarn afin d'y accélérer la levée en masse. Le 28 juillet 1793, il est envoyé en mission aux côtés d'André Dumont (député de la Somme) à Amiens puis dans le département de la Somme. Le 9 août, il est remplacé par Joseph Le Bon (député du Pas-de-Calais). 
Durant l'été 1793, Chabot prononce plusieurs dénonciations et rapports au nom du Comité de sûreté générale : 
- Le 8 juillet, il dénonce Nicolas de Condorcet (député de l'Aisne) pour des écrits hostiles à la constitution de 1793 et le fait décréter d'arrestation[18].
- Le 12, il dénonce Charles Saint-Martin-Valogne (député de l'Aveyron) qu'il accuse d'avoir égaré l'administration aveyronnaise. Défendu par François-Toussaint Villers (député de Loire-Inférieure), Saint-Martin-Valogne n'est pas décrété d'arrestation[19].
- Le 14, il dénonce Claude Romain Lauze de Perret (député des Bouches-du-Rhône) pour complicité avec Charlotte Corday, meurtrière de Marat[20].
- Le 6 août, il dénonce François-Joseph Gamon (député de l'Ardèche) qu'il accuse « d'avoir tenté de fédéraliser son département et d'avoir cherché par tous les moyens d'y souffler la guerre civile ». Gamon est décrété d'accusation le 3 octobre 1793[21].

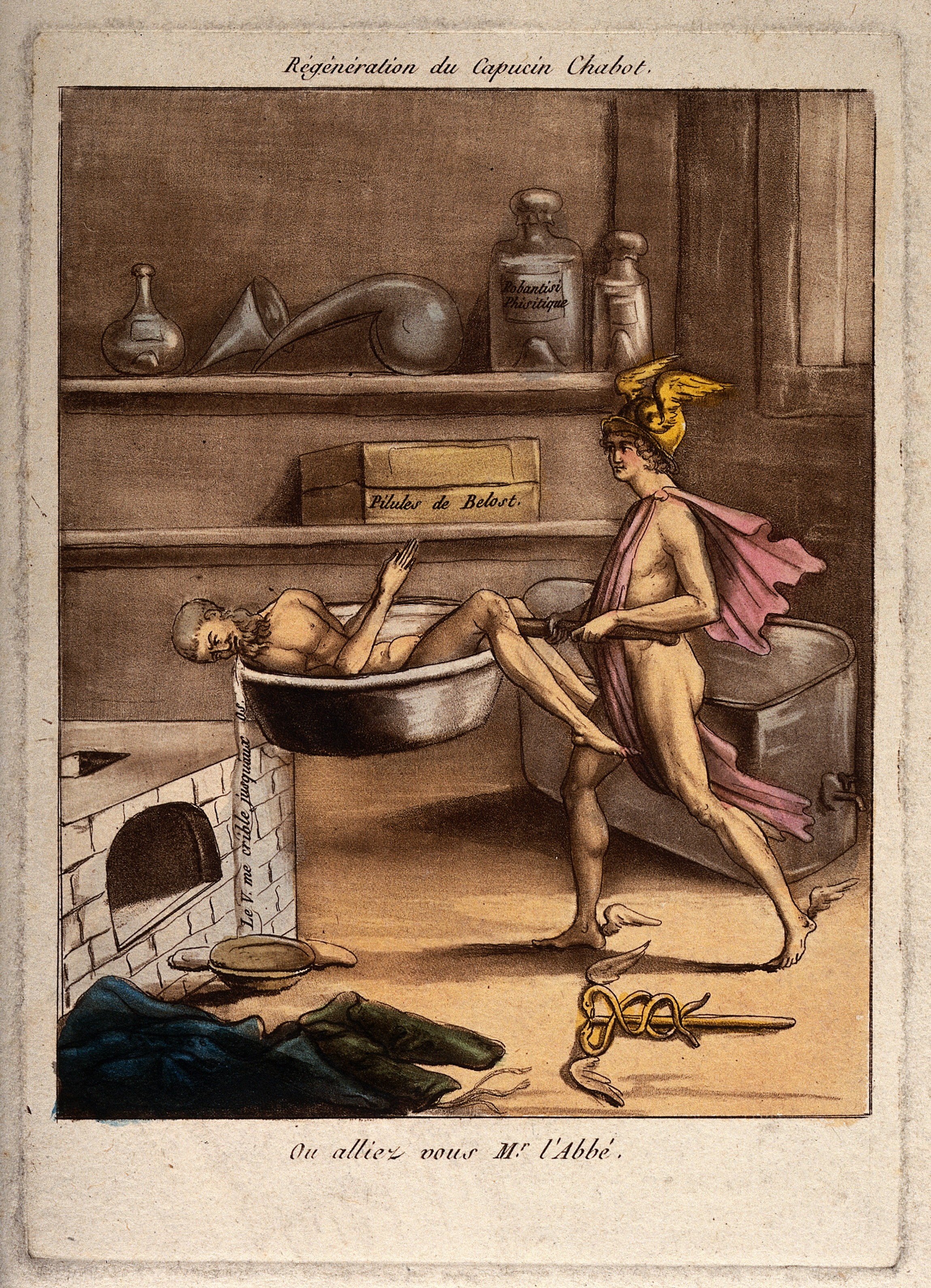
« — Où alliez-vous M. Chabot ? — Le V. me crible jusqu’aux Os. » Caricature représentant Chabot reçoit un traitement de Mercure avec des pilules de Bellost réputées traiter la syphilis.

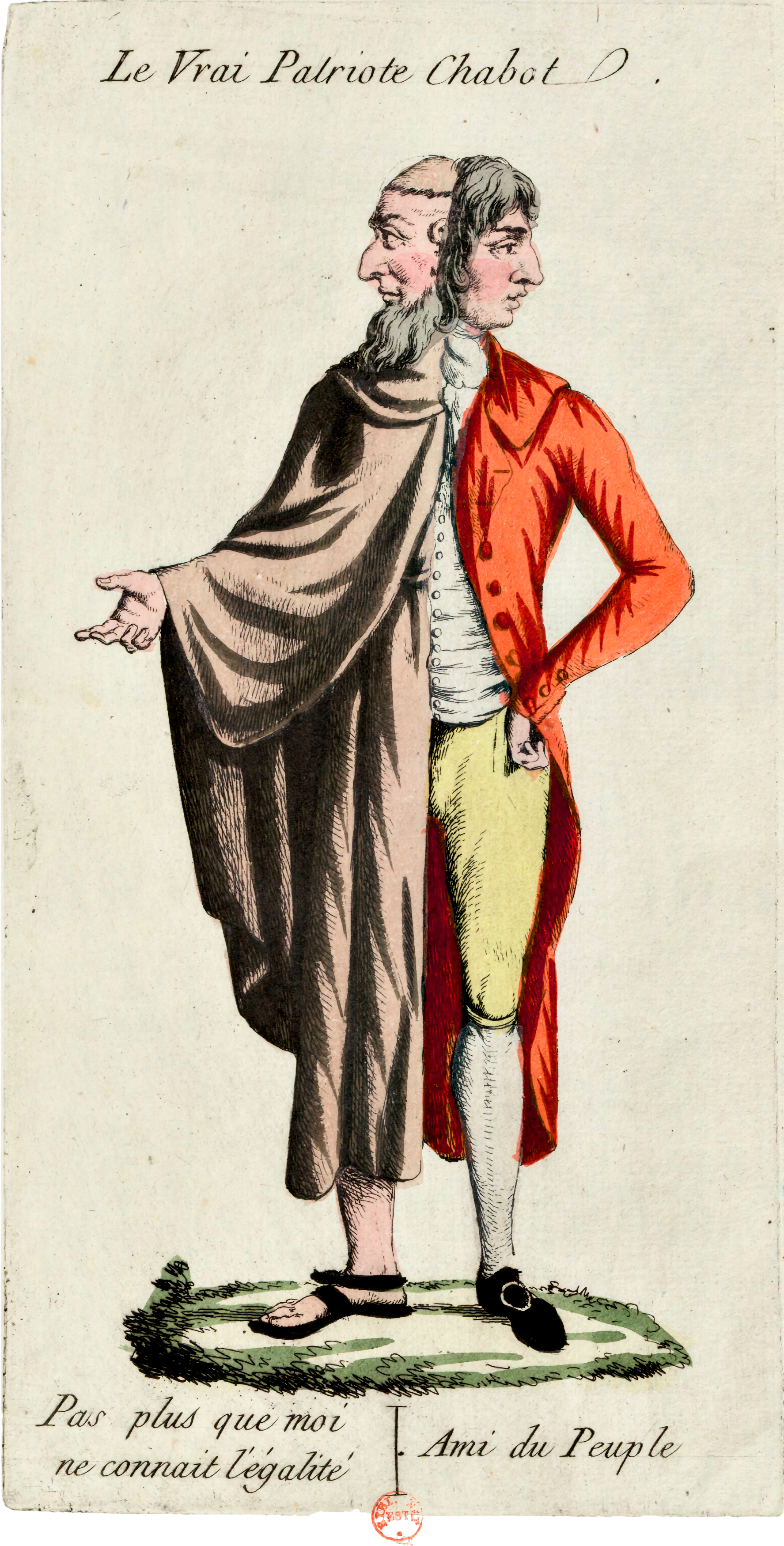
Caricature représentant Chabot en mi-capucin, mi révolutionnaire.

Dans le même temps, il se compromettait avec les agents des « riches capitalistes ». Pour justifier l'origine d'une partie de sa fortune si soudainement acquise grâce aux pots-de-vin que versés pendant l'été par les actionnaires au cours de la liquidation de la Compagnie des Indes orientales, il contracte un mariage blanc avec Léopoldine Dobruska, la sœur de Junius Frey et Emmanuel Frey, qu'il dota secrètement lui-même, ce qui lui permet de blanchir au moins 700 000 livres.
Déjà suspect à la fin de l'été 1793, il n’est pas conservé au Comité de sûreté générale renouvelé, à la demande de Robespierre, tous ses membres étant soupçonnés, non sans raison, de pratiquer la protection intéressée des émigrés rentrés. Quand ils ne pouvaient pas résilier un ordre d'arrestation généralement lancé par les sections, la Commune ou l'administration du Département, Chabot et ses collègues Julien de Toulouse, Joseph Delaunay, Charles-Nicolas Osselin faisaient en sorte que la personne poursuivie, moyennant finances, soit assignée à résidence. Le 14 octobre 1793, Fabre d'Églantine le dénonce comme participant de la « conspiration de l’étranger » . En retour, le 14 novembre 1793, François Chabot dénonce lui aussi cette « conspiration de l’étranger », nommant Anacharsis Cloots, Jacques-René Hébert et le comte de Proly.
Extrême dans sa mise et ses prises de positions, compromis dans de nombreuses affaires de trafic d’influence et notamment celle de la liquidation de la Compagnie des Indes orientales, il est arrêté le 17 novembre 1793. Entre le 28 novembre et le 19 décembre, il écrit à quatre reprises à Georges Danton, pour accuser Delaunay et Hébert de conspiration, mais en exonérant Fabre et Basire, entrés, selon lui, dans le complot à seule fin de le démasquer. À la découverte de preuves évidentes de la culpabilité de Fabre, le 4 janvier 1794, dans les papiers de Delaunay, il est arrêté, le 12 janvier. Selon Albert Mathiez, Chabot a trahi les Hébertistes pour tenter de s’attirer la gratitude des Indulgents, et couvert Fabre, pour profiter de l'influence dont disposait cet ami de Danton au sein des Comités . Selon Henri Houben, Chabot qui avait été chargé par Delaunay de faire signer à Fabre, en échange de 100 000 livres, le projet de loi amendé dans le sens des intérêts de la Compagnie des Indes, aurait pris celui-ci au saut du lit avec un projet de loi « mis au net », « mot à mot», « sans rature », auquel il aurait, à moitié réveillé, apposé sa signature sans vérification. Il aurait ensuite gardé l’argent en rapportant à Delaunay que Fabre l’avait accepté. Compris dans le procès de Danton et des dantonistes, il est guillotiné le 16 germinal an II.